# Station Valenciennes-Faubourg-de-Paris
Station Valenciennes Faubourg-de-Paris is een spoorwegstation in de Franse gemeente Valenciennes. Het station is gesloten.